# Les Têtes brûlées (film)
Pour les articles homonymes, voir les Têtes brûlées.
Pour plus de détails, voir Fiche technique et Distribution.
Les Têtes brûlées est un film franco-espagnol réalisé par Willy Rozier, sorti en 1967
Il s'agit de l'adaptation du roman de Jean-Louis Cotte La Longue Piste publié en 1959 chez Albin Michel.

## Synopsis
Au cours de la guerre d'Algérie, quatre hommes et deux femmes acceptent de convoyer pour le compte du Front de libération nationale algérien des camions à travers le désert.

## Fiche technique
- Titre original : Les Têtes brûlées
- Titre espagnol : Cabezas quemadas[1]
- Titre anglais : The Hotheads
- Réalisation : Willy Rozier
- Scénario : Xavier Vallier, d'après La Longue Piste de Jean-Louis Cotte[2]
- Photographie : Michel Rocca
- Montage : Madeleine Crétolle
- Musique : Jean Yatove
- Décors : José Algueró
- Producteurs : Willy Rozier, Rafael Cuevas, Kerdax
- Sociétés de production : Sport-Films, Cocifra, Kalender Films International, Valoria Films
- Sociétés de distribution : Brepi Films (Espagne)  LCJ Éditions et Productions (Monde)
- Pays de production :  France |  Espagne
- Langue : français
- Format : Couleur (Eastmancolor) — 35 mm — 1,37:1 — Son : Mono
- Genre : Film d'aventure
- Durée : 86 minutes (1 h 26)
- Dates de sortie : 
  - France : 8 novembre 1967
  - Espagne : 28 avril 1969
- Interdiction aux moins de 18 ans à sa sortie en salles en Espagne.

## Distribution
- Lang Jeffries : Jonathan
- Philippe Clay : Prêcheur
- Jacques Dufilho : Dante
- Estella Blain : Lucia
- Jacques Dynam : Sosto
- Roberto Camardiel : Salvador
- Doudou Babet
- Irene Gutiérrez Caba : elle-même
- Jean-Louis Maury
- Fernando Sánchez Polack
- Howard Vernon